# حركة الاتحاد والترقي
حركة الاتحاد والترقي هي حركة سياسية ظهرت في تونس في أواخر الأربعينات، وكان يقودها شمس الدين العجيمي إلا أنها سرعان ما اندثرت لعدم تمكنها من جلب أنصار لها بسبب اتهامها بعلاقاتها مع الإقامة العامة الفرنسية بتونس.